# Stewartite
La stewartite è un minerale.